# سیارک ۲۰۵۳
سیارک ۲۰۵۳ (به انگلیسی: 2053 Nuki، نامگذاری:1976UO) دو هزار و پنجاه و سومین سیارک کشف شده‌است که در ۲۴ اکتبر ۱۹۷۶ کشف شد.
قدر مطلق سیارک برابر ۱۱٫۹۰ است.